# Villamuriel de Cerrato
Villamuriel de Cerrato is een gemeente in de Spaanse provincie Palencia in de regio Castilië en León met een oppervlakte van 40,02 km². Villamuriel de Cerrato telt 6.427 inwoners (1 januari 2016).

## Demografische ontwikkeling
Bron: INE, 1857-2011: volkstellingen
Opm.: In 1857 werd de gemeente Calabazanos aangehecht